# Peter Wolff Metternich zur Gracht
Peter Reichsgraf Wolff Metternich zur Gracht, auch Levinus Peter Georg Henning Antonius Maria Apollonia Graf Wolff Metternich zur Gracht, (* 5. März 1929 in Göttingen; † 26. Mai 2013 auf Schloss Vinsebeck) war ein deutscher Unternehmer. Er war von 2005 bis 2011 General-Statthalter des Ritterordens vom Heiligen Grab zu Jerusalem in Rom.

## Familie
Peter Wolff Metternich zur Gracht stammte aus dem rheinischen Adelsgeschlecht der Wolff-Metternich. Er war ältestes von drei Kindern aus der Ehe von Wolfgang Graf Wolff-Metternich (1894–1967) und Adelheid von Adelebsen (1898–1987).
Er heiratete am 18. Juli 1955 auf Schloss Alfter bei Bonn Marie Christine Altgräfin zu Salm-Reifferscheidt-Krautheim und Dyck (4. Januar 1932 – 10. Dezember 2010), eine Tochter von Franz zu Salm-Reifferscheidt-Dyck, dem letzten Fürsten und Altgrafen zu Salm-Reifferscheidt-Krautheim und Dyck mit dessen Tod das ca. 900 Jahre alte Geschlecht der Altgrafen und späteren Fürsten zu Salm-Reifferscheidt-Dyck erlosch. Aus der Ehe stammen folgende Kinder:
- Gina (* 1956), ⚭ 1991 mit Karl Georg Graf von Goeß, Freiherr zu Carlsberg und Moosburg (* 1954)
- Helena (* 1957), ⚭ 1984 mit Egbert Freiherr von Cramm (* 1952)
- Maria del Pilar (* 1959), ⚭ 1989 mit Nikolaus Prinz von Croy-Graf von Schmettau (* 1953)
- Simeon (* 1965), ⚭ 2010 mit Helene Peetoom (* 1970)

## Leben
Peter Wolff Metternich unterhielt zahlreiche Schlösser (bsp. Schloss Vinsebeck, Schloss Alfter), Burgen (bsp. Burg Adelebsen) und Denkmalobjekte, Immobilien sowie Land- und Forstwirtschaftliche Betriebe aus dem Familienbesitz, wie die 1947 gegründete Stiftung Burg Adelebsen mit 300 Hektar Forstwirtschaft und 280 Hektar Landwirtschaft. Die Graf Wolff Metternich’schen Hauptverwaltung hat ihren Sitz auf der Burg Adelebsen im Landkreis Göttingen.
Anfang der 70er Jahre ermöglichte Metternich einer Hippie-Kommune mit Peter Wolbrandt, Jan Fride Wolbrandt und Hellmut Hattler, auf seinem Gut Wintrup im Teutoburger Wald freies Wohn- und Arbeitsrecht; aus dieser bildete sich die Musikgruppe Kraan, eine deutsche Rockband und bekannteste Vertreterin des Krautrocks.
Zusammen mit seiner Frau Marie Christine, bis 1999 Eigentümerin von Schloss Dyck, brachte er Schloss Dyck, eines der bedeutendsten Wasserschlösser des Rheinlandes, in eine gemeinnützige Stiftung Schloss Dyck mit dem Ziel des Aufbaus eines Zentrums für Gartenkunst und Landschaftskultur ein.

### Ritterorden vom Heiligen Grab zu Jerusalem
1959 wurde er von Kardinal-Großmeister Nicola Canali zum Ritter des Ritterordens vom Heiligen Grab zu Jerusalem ernannt und am 5. Dezember 1959 im Kölner Dom durch Lorenz Kardinal Jaeger, Großprior des Ordens, investiert. Von 1962 bis 1996 war er Präsident der Ordensprovinz Norddeutschland. 1969 wurde er zudem als Vizegouverneur in das Großmeisteramt in Rom berufen.
2008 wurde Graf Wolff Metternich zu Gracht zum General-Statthalter des Päpstlichen Ritterordens vom Heiligen Grab zu Jerusalem mit Sitz in Rom ernannt. 2011 übergab er das Amt an Giuseppe Dalla Torre del Tempio di Sanguinetto. Er war Kollar-Ritter und Ehrenstatthalter des Ordens.
Papst Johannes Paul II. verlieh ihm für sein langjähriges Wirken im Großmeisteramt des Ordens am 20. April 1999 das Großkreuz des Päpstlichen Ritterordens des heiligen Gregors des Großen, das ihm durch Carlo Kardinal Furno überreicht wurde.
Er war zudem Ehren- und Devotions-Ritter des Malteserordens. Für sein Wirken im Bistum Hildesheim wurde er mit der Medaille „Benemerenti“ geehrt.